# Trichocephalida
Trichocephalida (denumirea latină) sau  tricocefalidele este un ordin de nematode, parazite ale tubului digestiv al vertebratelor. De unii autori este folosit termenul de suprafamilia Trichuroidea.
Partea anterioară a corpului viermelui conține esofagul și este de obicei mult mai îngustă decât partea posterioară a corpului care conține organele de reproducere.
Se distinge de alte nematode prin structura esofagului. El se compune din două părți, o porțiune anterioară musculară și o porțiune posterioară glandulară. Porțiunea anterioară a esofagului este scurtă, musculară, cu un lumen triradiat. Porțiune posterioară glandulară a esofagului, constă dintr-un tub îngust format din miofilamente situate împrejurul celulelor epiteliale secretoare de cuticulă. De acest tub sunt atașate 1-3 rânduri lungi de celule glandulare mari (sticocite). Un por conectează fiecare sticocit cu lumenul esofagului capilar, încorporat într-o invaginația a lanțului de sticocitelor. Sticocitele conțin mitocondrii și numeroase aparate Golgi, denotând o funcție secretorie a lor. Totalitatea sticocitelor formează sticosomul.
Masculii au un singur spicul copulator sau el este absent. Femelele au un singur ovar și ouăle neembrionate au un dop mucoid proeminent la fiecare pol.
După NCBI ordinul Trichocephalida cuprinde următoarele familii:
- familia Trichinellidae

genul Trichinella (Trichinella spiralis, Trichinella pseudospiralis, Trichinella britovi etc.)
- familia Trichuridae

genul Anatrichosoma
genul Capillaria (Capillaria aerophila, Capillaria plica etc.)
genul Cystoopsis
genul Trichuris (Trichuris trichiura, Trichuris ovis, Trichuris vulpis etc.)
După Fauna Europaea Arhivat în 28 decembrie 2014, la Wayback Machine. suprafamilia Trichinelloidea (care corespunde ordinului Trichocephalida din NCBI) cuprinde următoarele familii:
- familia Capillariidae

genul Amphibiocapillaria
genul Aonchotheca
genul Baruscapillaria
genul Calodium
genul Capillaria
genul Echinocoleus
genul Eucoleus
genul Liniscus
genul Nematoideum
genul Paracapillaria
genul Pearsonema
genul Piscicapillaria
genul Pseudocapillaria
genul Pterothominx
genul Schulmanela
genul Tenoranema
genul Trichosoma
- familia Cystoopsidae

genul Cystoopsis
- familia Trichinellidae

genul Trichinella
- familia Trichosomoididae

genul Trichosomoides
genul Trichuroides
genul Anatrichosoma
genul Huffmanela
- familia Trichuridae

genul Trichuris